# 宇宙論パラメータ
宇宙論パラメータ (うちゅうろんパラメータ、cosmological parameter) とは、現代宇宙論の理論に含まれる、宇宙の性質を特徴づける一連のパラメータのことである。その値を観測的に決定することは観測的宇宙論の主要なテーマのひとつとなっている。

## 概論
一般相対性理論に基づく現代宇宙論は、FLRW計量を出発点として宇宙の膨張や構造の進化を記述するものである。これらの理論には現在の宇宙の平均密度などの理論それ自身からは決定することのできないいくつかの未定パラメータが含まれている。観測的宇宙論の立場ではこれらのパラメータの値を実際の観測に基づいて決定することが主要な問題のひとつとなる。
主要な宇宙論パラメータとしては以下のものがある。
ハッブル定数 H0スケール因子 a の時間変化率、つまり現在の宇宙の膨張率を表す。
物質の密度パラメータ Ωm0現在の臨界密度に占める非相対論的成分の割合。
輻射の密度パラメータ Ωr0現在の臨界密度に占める相対論的成分の割合。
ダークエネルギーの密度パラメータ ΩΛ0現在の臨界密度に占めるダークエネルギーの割合。
曲率の密度パラメータ ΩK0現在の臨界密度に占める空間曲率項の割合。
密度ゆらぎの振幅 σ8半径 8 h-1 Mpc で平均した密度ゆらぎの確率分布の標準偏差。
スペクトル指数 nSスカラー型ゆらぎの初期スペクトル。
ダークエネルギーの状態方程式パラメータ wダークエネルギーの性質を記述する。
定義から, 一連の密度パラメータ Ωx0 をすべての成分について足し上げると 1 に等しい。
{\displaystyle \Omega _{\Lambda 0}+\Omega _{K0}+\Omega _{m0}+\Omega _{r0}=1}
従ってこれらのパラメータのうち独立なものは 3 個のみである。さらに、輻射の密度パラメータは宇宙マイクロ波背景輻射の温度から決定でき、また多くの場合に ΩK 0 = 0 (平坦な宇宙モデル) が仮定されるため、独立なパラメータとしては Ωm0 (または ΩΛ0) のみに帰着する。物質の密度パラメータ Ωm0 はさらにバリオン成分の寄与 Ωb0 とダークマターの寄与 Ωc0 とに分けられる。
これらのパラメータの値が与えられれば、宇宙論モデルは現在の宇宙に関する様々な観測量の値を与える。例えば現在の宇宙年齢 t0 は積分
{\displaystyle t_{0}={\frac {1}{H_{0}}}\int _{0}^{\infty }{\frac {dz}{(1+z){\sqrt {\Omega _{\Lambda 0}+\Omega _{K0}(1+z)^{2}+\Omega _{m0}(1+z)^{3}+\Omega _{r0}(1+z)^{4}}}}}}
に等しく、従ってハッブル定数および密度パラメータから宇宙年齢が算出できることになる。

## 宇宙論パラメータの観測的制限
宇宙論パラメータの測定はIa型超新星の光度距離と赤方偏移の比較による方法や、人工衛星による宇宙マイクロ波背景輻射の観測や宇宙の大規模構造のサーベイの解析によって行われている。いくつかの観測によって得られた宇宙論パラメータの推定値を次の表に示す。
ハッブル定数の観測値については「ハッブル=ルメートルの法則#ハッブル定数の値」が詳しい。
| パラメータ | WMAP7           | Planck18      | DES (SN Ia)  |
| ---------- | --------------- | ------------- | ------------ |
| H0         | 70.2±1.4        | 67.4±0.5      | -            |
| Ωm0        | 0.275±0.015     | 0.315±0.007   | 0.321±0.018  |
| Ωb0h2      | 0.02255±0.00054 | 0.0224±0.0001 | -            |
| σ8         | 0.816±0.024     | 0.811±0.006   | -            |
| ns         | 0.968±0.012     | 0.965±0.004   | -            |
| w          | -0.93±0.13      | -0.961±0.077  | -0.978±0.059 |